# ميسرة بارود
ميسرة بارود (1976-) فنان تشكيلي فلسطيني ولد في غزة. حاصل على بكالوريوس في الفنون الجميلة من جامعة النجاح الوطنية عام 1998، وماجستير في المجال نفسه من جامعة حلوان في القاهرة عام2011، يعمل في مجالي التصميم الداخلي والجرافيكي، ومحاضرًا مهنيًا وتقنيًا في جامعات القطاع. قصفت قوات الاحتلال الإسرائيلي مرسمه المتواجد في برج الوطن في 8 تشرين الأول 2023، وفي 10 تشرين الأول 2023، وقُصف منزله ومنزل عائلته.

## فنه
تشتهر أعماله بألوانها الأبيض والأسود والتي يستخدم فيها الحبر وورق الكانسون، حيث يبرز فيها أبعاد المعاناة الإنسانية بشكل حيادي اكثر من الألوان، رسوماته تحمل تكويناً بصرياً يدركه المتابع لمجريات العدوان على قطاع غزة، وتحاكي أي دمار وهلاك يمكن أن يحل بشعب أو مجموعة بشرية تُشن عليها حرب مدمرة، يترجمها برؤيته الفنية الخاصة، بمشاهد من مدينة مدمرة متخيلة، وكتل بشرية تلتحم بالطائرات الحربية والآليات العسكرية
يبرز في اسلوبه الفني شخوصٌ في حالات من التلاصق والاحتضان أو التكدّس، تُنْبِئ ملامحهم والتعابيرُ على وجوههم عن مشاعر مختلطة ومتضاربة، ولأعماله قاموسها الرمزي الذي يضم دلالات وتكوينات بصرية تتكرر لتحيل غلى معاني متعددة ومن أبرز هذه الرموز الطائر والسهم والتي دائماً ما تظهر في رسوماته يختار بارود في الحرب الصمتَ إلا عن الفنّ، فهي رسالته لطمأنة الأصدقاء، وأداته للتعبير عن رؤيته للأحداث ومساحة غضبه وانفعاله، وسرديّةُ مأساته، فتبدو أعماله في مجموعها ألبومًا بصريًا لخريطة الذات الفردية والجمعية في زمن الحرب.

## معارضه
لميسرة عدة معارض شخصية ومشاركات محلية ودولية منها:
- معرض ريتا والبندقية عام 2004، بقرية الحرف والفنون في مدينة غزة.
- معرض فسفور أبيض في ميلاد إيلياء عام 2009 بعد العدوان الإسرائيلي على قطاع غزة.
- معرض وميض في الجزائر.
- معرض قوارب الملح في بيت لحم عام 2019.
- معرض ركام، عام 2021 بالمركز الثقافي الفرنسي في مدينة غزة.[6]